# Japan Exchange Group
Die Japan Exchange Group (JPX, jap. 株式会社日本取引所グループ, Kabushiki kaisha Nippon Torihikijo Gurūpu) ist eine japanische Aktiengesellschaft mit Sitz in Kabutochō, Tokio. Das Unternehmen entstand 2013 aus der Verschmelzung der Tokioter Börse und der Ōsaka Shōken Torihikijo. Die Börsengruppe ist im weltweiten Vergleich die viertgrößte nach Intercontinental Exchange, Nasdaq, Inc. und Euronext.
Das Unternehmen betreibt neben der beiden Gründungsbörsen außerdem die Tokioter Warenbörse und den Dienstleister JPX Market Innovation & Research, Inc., welcher unter anderem den Börsenindex TOPIX ermittelt. 
Im April 2022 wurde aus den vorigen vier Börsensegmenten 1st Section, 2nd Section, Mothers und JASDAQ zu den drei Segmenten Prime Market, Standard Market and Growth Market.

## Mitgliedschaften
Die Börse ist Mitglied in:
- World Federation of Exchanges[3]
- Asian and Oceanian Stock Exchanges Federation
- Sustainable Stock Exchanges Initiative